# Jeudje
Het Jeudje is een straat aan de rand van de binnenstad van de Noord-Hollandse stad Hoorn. De straat ligt op een landtong dat in de Vollerswaal ligt.
Oude namen voor de straat zijn Jeudenstaet en Joodebuurt of Joodenstraat. De Jeudenstaet werd als zodanig door Blaeu op een kaart uit 1649 vermeld.

## Ligging
Het Jeudje ligt op een landtong in de Vollerswaal, de eerste singel van Hoorn. Op deze landtong ligt ook de straat Buurtje. Samen met de Pakhuisstraat vormen deze drie straten een driehoek op de landtong. Ten noordoosten van het Jeudje ligt een stuk grond dat nu bij de straat hoort. Dit gebied heette vroeger de Modderbak en is tussen 1882 en 1988 gedempt. Ter hoogte van de huidige Gasfabriekstraat is de Vollerwaal ook gedeeltelijk gedempt. Hier was vroeger ruimte in de gracht voor schepen om te keren.

## Geschiedenis
Het Jeudje ligt in de Vollerswaal, de eerste singel van Hoorn. Het ligt op een stuk waar de Vollerswaal in verbinding staat met de Turfhaven. Ook lag hier vroeger de eerste omwalling, deze werd tussen 1426 en 1508 opgebouwd en in 1567 al afgebroken. Na de afbraak van de muur ontstond er een woonwijk, waar zich later bedrijven gingen vestigen. Ondanks de sloop van de muur bleef de op de landtong gebouwde Bisschopstoren wel staan. De toren werd rond 1650 pas gesloopt.
In 1986 besloot de gemeente om een aantal leegstaande (bedrijfs)panden te slopen en op de vrijgekomen plekken tijdelijke parkeerplaatsen te realiseren. Nog dat jaar besloot een groep vrouwen de panden te kraken, om hun verzoek om een technische opleidingsinstituut voor vrouwen aan het Jeudje te kunnen starten. Uiteindelijk werd op 11 september 1986 met de sloop van de panden gestart. Uiteindelijk werd in 1996 besloten om een appartementencomplex en woonwijk met eengezinswoningen op de locatie van het Jeudje te bouwen. Onder de woningen is een parkeergarage gekomen. Deze was reeds vanaf het begin gepland. Bij het nieuwe ontwerp werd ook architect Teun Koolhaas betrokken. In november 1996 besloot de gemeente om met Koolhaas te breken en het ontwerp van de stedenbouwkundige plannen over te laten aan Peter van Woerkom. De plannen waren om op een enkele woning na alles op het Jeudje te slopen en voor nieuwbouw plaats te maken. Uiteindelijk zijn alleen de panden Jeudje 4, 6 en 8 blijven staan, dit zijn namelijk gemeentelijke monumenten. De bouw van de buurt werd in 2001 afgerond. Dat jaar werd er ook een brug tussen het Jeudje en de G.J. Henninkstraat geplaatst. Voor de brug staat een kunstwerk dat lijkt op het logo van Intermaris en dat een poort symboliseert.

## Archeologisch onderzoek
In 1999 heeft de gemeentelijke archeologische dienst een onderzoek verricht op het Jeudje. Kort ervoor werd ook aan de overzijde van de Turfhaven een archeologisch onderzoek verricht waarbij een voormalige daklei gevonden werd met aan weerszijden een ingekrast spelbord. Het onderzoek werd daar stilgelegd omdat de grond door hoog grondwater snel instortte en het onderzoek aan het Jeudje belangrijker was. Bij de opgravingen werden inderdaad resten gevonden van een verdedigingstoren. Architect J. van Geluk heeft aangegeven dat hij in het ontwerp de omtrekken of funderingen van de St. Agnietentoren en Geertenstoren zichtbaar wilde maken. In 2000 werd begonnen met de bouw van het nieuwe Jeudje. Hiervoor werd ongeveer 35.000 kubieke meter vervuilde grond afgegraven om de parkeergarage aan te kunnen leggen.
Na de opgravingen werd met de bouw van het complex begonnen, deze werd in 2002 afgerond.
Straten: ABC
· Achter de Vest
· Achter op 't Zand
· Achterom
· Achterstraat
· Appelhaven
· Baanstraat
· Bierkade
· Binnenluiendijk
· Breed
· Breestraat
· Buurtje
· Dal
· Draafsingel
· Dubbele Buurt
· G.J. Henninkstraat
· Gasfabriekstraat
· Gedempte Appelhaven
· Gedempte Turfhaven
· Gerritsland
· Gouw
· Grashaven
· Gravenstraat
· Grote Noord
· Grote Oost
· Hoge Vest
· Jeudje
· Italiaanse Zeedijk
· Keern (gedeeltelijk)
· Kerkstraat
· Kleine Noord
· Kleine Oost
· Koepoortsweg (gedeeltelijk)
· Korenmarkt
· Korte Achterstraat
· Kruisstraat
· Kuil
· Lange Kerkstraat
· Lindestraat
· Munnickenveld
· Muntstraat
· Nieuwe Noord
· Nieuwendam
· Nieuwland
· Nieuwstraat
· Noorderstraat
· Onder de Boompjes
· Oude Doelenkade
· Pakhuisstraat
· Peperstraat
· Ramen
· Scharloo
· Schuijteskade
· Slapershaven
· Spoorstraat
· Trommelstraat
· Turfhaven
· Veemarkt
· Veermanskade
· Venidse
· Vijzelstraat
· Vismarkt
· Visserseiland
· Vollerswaal
· West
· Westerdijk
· Wisselstraat
· Zon

Pleinen: De Driestal
· Kazerneplein
· Kerkplein
· Koepoortsplein
· Noorderveemarkt
· Roode Steen
· Vale Hen

Stegen: 't Glop
· Appelsteeg
· Arminiaanse Glop
· Bagijnensteeg
· Bottelsteeg
· Bottersteeg
· Broeksteeg
· Brouwerijsteeg
· Clara's Klooster
· De Zak
· Duinsteeg
· Foreestensteeg
· Geldersesteeg
· Gortsteeg
· Hanekamsteeg
· Hemelsteeg
· Hoogesteeg
· Jan Haringsteeg
· Jan van Necksteeg
· Jeroenensteeg
· Kleine Havensteeg
· Kloppoort
· Knipboogsteeg
· Mallegomsteeg
· Melknapsteeg
· Molsteeg
· Mosterdsteeg
· Nieuwsteeg
· Oosterkerksteeg
· Paardensteeg
· Paradijssteeg
· Pieterseliesteeg
· Pompsteeg
· Proostensteeg
· Schellinkhoutersteeg
· Schoolsteeg
· Schotland
· Sliep Schaar en Messteeg
· Slijksteeg
· Smelterssteeg
· Tempelsteeg
· Turfsteeg
· Watertje
· Wester St. Jansteeg
· Wijdebrugsteeg
· Wijdesteeg
· Zevenhoeksesteeg
· Zoutkeetsteeg